# 柳河風俗詩
「柳河風俗詩」（やながわふうぞくし）は、多田武彦の合唱組曲。作詞は北原白秋。男声合唱版が先に作曲され、後に混声合唱にも編曲された。

## 概説
白秋の詩集『思ひ出』(1911年）から4編の詩を選び、1954年（昭和29年）に男声合唱組曲として作曲、翌1955年（昭和30年）12月に京都大学男声合唱団によって初演された。多田にとって合唱界における処女作である。
当時の多田は京大を卒業し富士銀行に就職したばかりで、音楽活動を続けるか悩んでいたころであるが、作曲の指導を受けていた清水脩から音楽を続けるよう助言され、「エチュード（習作）として」書いたのがこの曲である。当時としては少ない男声合唱のレパートリーとして歓迎され、以後現在に至るまで世代を問わず男声合唱の定番曲となっている。なお混声合唱版は1986年に混声合唱団京都木曜会が初演している。

## 曲目
全4楽章からなる。全編無伴奏である。
1. 柳河
ホ短調（混声版はニ短調）。白秋の郷里の夕暮れ時の光景を馭者に託して歌った序章[1]。男声版は1985年（昭和60年）度NHK全国学校音楽コンクール高等学校の部課題曲に採用されている。
2. 紺屋のおろく
イ短調。若者たちの、美しい女への憧憬と反感を交互に歌っている[1]。
3. かきつばた
イ短調。頽れた城下町にわびしくすまう花街の女を、柳河の溝渠に咲く「かきつばた」に託して歌ったもの[1]。
4. 梅雨の晴れ間
ホ短調（混声版はニ短調）。ふと柳河を訪れたしがない旅役者の生活を、終始変わらぬ軽快なリズムで歌い、曲を終りに導いて行く[1]。

## 柳河風俗詩・第二
西南シャントゥールの委嘱により、多田は同じ『思ひ出』の中から別の6編を選び、男声合唱組曲としている。1994年（平成6年）11月11日、同団の創立40周年記念演奏会にて、内海敬三の指揮で初演された。初演時の題名は『思ひ出』であったが、出版に際し『柳河風俗詩・第二』と改められた。
1. 水路
ニ短調。平成15年度全日本合唱コンクール課題曲。
2. 梨
ハ短調。
3. 立秋
ヘ短調。
4. あひびき
ト短調。
5. 散歩
ト長調。
6. みなし児
ニ短調。

## 楽譜
男声版は「多田武彦 男声合唱曲集（1）」に、混声版は「多田武彦 混声合唱曲集（2）柳河風俗詩」に、『第二』は「多田武彦 男声合唱曲集（6）」に所収。いずれも音楽之友社から出版されている。
- （男声版）ISBN 9784276908130
- （混声版）ISBN 9784276905719
- （第二）ISBN 9784276909014